# Água Azeda do Cabo do Raminho
Água Azeda do Cabo do Raminho, ou Água Azeda do Raminho, é uma nascente de água mineromedicinal, gaseificada e fortemente cloretada, existente na base da falésia litoral da costa noroeste da ilha Terceira (Açores), no lugar do Cabo do Raminho, freguesia da Raminho. A água foi utilizada durante vários séculos para fins medicinais pelas populações locais. Um desmoronamento causado pelo sismo de 1980 soterrou a antiga captação, formada por um pequeno poço escavado.

## Localização e características
Água Azeda do Raminho brota na base da falésia costeira do Cabo do Raminho, no limite entre as freguesias da Serreta e do Raminho. A nascente está na zona entre marés, na base da alta e escarpada falésia que constitui a costa noroeste da ilha Terceira, num local atualmente acessível através de um pequeno atalho.
Conhecida das populações locais desde os tempos do povoamento, sendo a água captada através de um poço escavado junto à falésia. À à semelhança da Água Azeda da Serreta, tem características gasocarbónicas, refletindo processos profundos de desgaseificação magmática, e cloretado-sódicas dada a proximidade do mar.
Com o Terramoto de 1980 ocorreu uma derrocada tendo o poço ficado soterrado. 
De acordo com a tradição oral esta água era muito usada para doenças do foro estomacal.